# Fèlix Pizcueta i Gallel
Fèlix Pizcueta i Gallel (València, 1837 - 1890) fou un metge, polític i escriptor valencià.
Es llicencià en medicina a la Universitat de València i exercí a Íxar i Montcada, fins que fou nomenat forense al Grau de València; el 1864 s'inicià com a periodista escrivint articles de caràcter polític al diari Los Dos Reinos, òrgan del Partit Progressista a València. Fou secretari de la Junta Revolucionària que dirigí a València la Revolució de 1868, i fou diputat provincial de València de 1868 a 1871. Marxà a Madrid amb Josep Peris i Valero, on fou Director de Sanitat del Ministeri de Governació d'Espanya, i dirigí el diari La Nación, on es posicionà a favor dels progressistes de Práxedes Mateo Sagasta. Quan es produí la restauració borbònica va perdre interès per la política i va tornar a València el 1874. Allà va treballar com a redactor del diari El Mercantil Valenciano i hi contactà amb Constantí Llombart i Teodor Llorente Olivares, amb els qui fundaria la societat literària Lo Rat Penat, de la qual fou president el 1878-1879 i el 1884-1886.
Tot i que políticament era progressista, la seua actitud dins la Renaixença valenciana fou moderada, de la mateixa manera que Llorente, ja que considerava la poesia i l'erudició com una mera efusió sentimental. Va escriure teatre en castellà i poesia en català, que fou premiada als Jocs Florals de Lo Rat Penat de 1880. El 1884 fou escollir regidor de l'ajuntament de València fins a la seua mort, i proclamat Cronista de la ciutat. També publicà articles a l'Institut Mèdic Valencià.

## Obres
- L'ermita de sant Mateu (1868), sainet en valencià
- La insurrección de Alahuar (1878)
- Gabriela (1883)
- El administrador de la baronesa (1878)
- En la maroma. Historia de una volatinera (1881)
- Historia de un reo de muerte (1882)